# Aphanogmus megacephalus
Aphanogmus megacephalus är en stekelart som först beskrevs av Jean Risbec 1958.  Aphanogmus megacephalus ingår i släktet Aphanogmus och familjen pysslingsteklar. Inga underarter finns listade i Catalogue of Life.